# Frederic Sancho Carles
Frederic Sancho Carles, també conegut amb el nom artístic de Fede Sancho o Frederich Sancho (Tortosa, Baix Ebre, 30 de juny de 1978 - Barcelona, 13 de juny de 2021), va ser un artista multidisciplinar català.
Malgrat que els seus principals àmbits artístics eren la pintura i el dibuix, Sancho va ser un artista plenament multidisciplinar, ja que va fer incursions en el disseny, la moda, el cinema, la publicitat, la fotografia, l'escultura o l'arquitectura, entre d'altres. També havia estat professor de moda i escaparatisme.
A banda de la seva vessant artística, Sancho també va destacar pel seu activisme social, en especial en la lluita en favor dels drets del col·lectiu homosexual i LGBTI+ a les Terres de l'Ebre. De fet, va ser un dels impulsors de l'associació LGTeBre, la primera en aquest àmbit a les Terres de l'Ebre.